# Peperomia pendulicaulis
Peperomia pendulicaulis är en pepparväxtart som beskrevs av C. Dc.. Peperomia pendulicaulis ingår i släktet peperomior, och familjen pepparväxter. Inga underarter finns listade i Catalogue of Life.